# Polgárdi
Polgárdi – miasto na Węgrzech, w komitacie Fejér, w powiecie Székesfehérvár.

## Miasta partnerskie
- Vlčany